# Landing Ship Tank

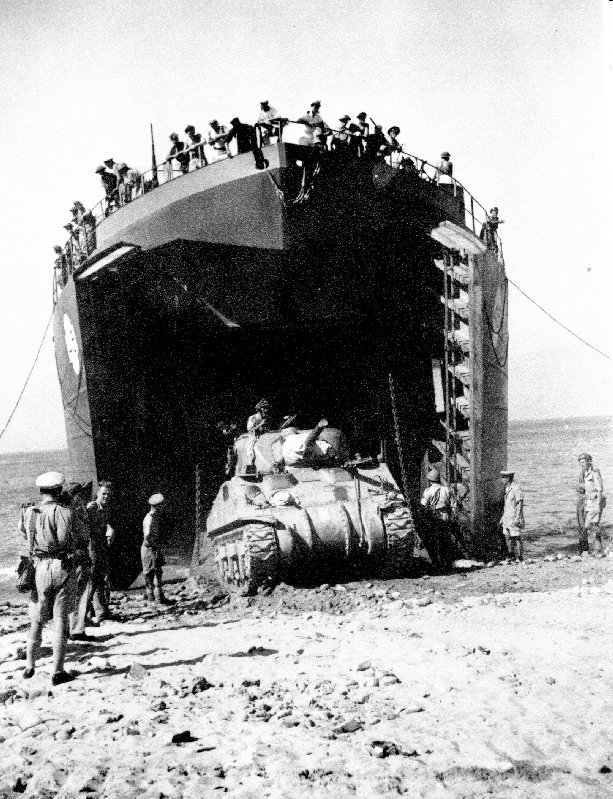
Un LST canadien décharge un M4 Sherman pendant l'invasion alliée de la Sicile en 1943.

Le « Landing Ship Tank » (LST sur la liste des codes des immatriculations des navires de l'United States Navy ou  batiment de débarquement de chars  dans la marine nationale française), est la désignation navale des navires développés au cours de la Seconde Guerre mondiale (1939-1945) pour soutenir les opérations amphibies en transportant des chars, des véhicules lourds, des cargaisons et des troupes de débarquement directement sur le rivage, sans quais ni jetées. Cela permettait des assauts amphibies sur des lieux non préparés tels des plages.
Le LST avait une conception hautement spécialisée qui permettait de traverser l'océan aussi bien que de s'échouer sur le rivage. La proue avait une grande porte qui pouvait s'ouvrir, déployer une rampe et décharger des véhicules. Le LST avait une quille plate qui permettait au navire de s'échouer et de rester à la verticale. Les hélices jumelles et les gouvernails étaient protégés contre les échouements. Les LST ont servi dans le monde entier pendant la Seconde Guerre mondiale, notamment dans la guerre du Pacifique et sur le théâtre européen.
Les premiers navires de débarquement de chars ont été construits selon les exigences britanniques en convertissant des navires existants; le Royaume-Uni et les États-Unis ont ensuite collaboré à une conception commune. Les navires britanniques, a l'origine des pétroliers du lac Maracaibo ont été utilisés fin 1942 lors de l'invasion de l'Algérie et du Maroc par les Alliés.
La première action qui a vu les LST conçus comme tels en service a été la campagne des îles Salomon en juin 1943, les LST ont participé à l'invasion de la Sicile et de l'Italie continentale. En juin 1944, ils faisaient partie de l'énorme flotte d'invasion pour le débarquement en Normandie.
Plus de 1 000 LST ont été construits aux États-Unis pendant la Seconde Guerre mondiale pour être utilisés par les Alliés ; le Royaume-Uni et le Canada en ont produit quatre-vingts de plus,,.

## LST Mk.1

### Navires de débarquementMaracaibo
L'évacuation des Britanniques de Dunkerque (opération Dynamo) en 1940 a démontré à l'Amirauté que les Alliés avaient besoin de navires de haute mer relativement grands, capables de livrer des chars et d'autres véhicules de la côte à la côte lors d'assauts amphibies sur le continent européen. En guise de mesure provisoire, trois "tankers du lac" (Lake tanker) de 4 000 à 4 800 tonneaux de jauge brute (TJB), construits pour passer au-dessus des barres restrictives du lac Maracaibo, au Venezuela, ont été sélectionnés pour être convertis en raison de leur faible tirant d'eau. Des portes d'étrave et des rampes ont été ajoutées à ces navires, qui sont devenus les premiers navires de débarquement de chars, LST (1): HMS Misoa, Tasajera et Bachaquero.. Ils ont ensuite fait leurs preuves lors de l'invasion de l'Algérie française (opération Torch) en 1942, mais leurs étraves trop étroites ne leur permettaient pas d'atteindre une vitesse suffisante, ce qui a mis en évidence la nécessité d'une toute nouvelle conception intégrant une coque plus élégante.

### ClasseBoxer
Le premier modèle de LST construit à des fins spécifiques était le HMS Boxer. Il s'agissait d'un modèle réduit à partir d'idées écrites par le Premier ministre Winston Churchill. Pour qu'il puisse transporter 13 chars d'infanterie Churchill, 27 autres véhicules et près de 200 hommes (en plus de l'équipage) à une vitesse de 18 nœuds (33 km/h), il ne pouvait avoir un faible tirant d'eau suffisant pour un déchargement facile. Par conséquent, chacun des trois (Boxer, Bruiser, et Thruster) commandés en mars 1941 avait une très longue rampe rangée derrière les portes d'étrave.
Les navires ont été construits chez Harland and Wolff à partir de 1941 et achevés en 1943. Le Bruiser et le Thruster ont participé au débarquement de Salerne (Opération Avalanche).
Tous les trois devaient être convertis en navires de direction de chasse afin de pouvoir intercepter les avions ennemis sous contrôle terrestre pendant les opérations de débarquement, mais seul le Boxer a été converti.
Les États-Unis devaient construire sept LST (1) mais à la lumière des problèmes de conception et des progrès réalisés avec le LST Mark II, les plans ont été annulés. La construction des LST (1) a duré jusqu'en 1943 et le premier LST (2) américain a été lancé avant eux.

## LST Mk.2

### Développement
Lors de leur première rencontre à la Conférence de l'Atlantique à Argentia, Terre-Neuve, en août 1941, le président Franklin D. Roosevelt et le Premier ministre Winston Churchill ont confirmé les vues de l'Amirauté. En novembre 1941, une petite délégation de l'Amirauté se rendit aux États-Unis pour échanger des idées avec le Bureau of Ships de la Marine américaine concernant le développement des navires et la possibilité de construire d'autres Boxer aux États-Unis. Au cours de cette réunion, il fut décidé que le Bureau of Ships concevrait ces navires. Comme pour l'accord permanent, ces navires seraient construits par les États-Unis afin que les chantiers navals britanniques puissent se concentrer sur la construction de navires pour la Royal Navy. Les spécifications prévoyaient des navires capables de traverser l'Atlantique, et le titre original qui leur était donné était "Atlantic Tank Landing Craft" (Atlantic (T.L.C.)). Le fait d'appeler un navire de 300 pieds (91 m) de long une "embarcation" a été considéré comme une erreur et le type a été rebaptisé "Landing Ship, Tank (2)", ou "LST (2)".
La conception du LST (2) reprenait des éléments des premiers LCT britanniques de leur concepteur, Sir Rowland Baker, qui faisait partie de la délégation britannique. L'un de ces éléments prévoyait une flottabilité suffisante dans les parois latérales du navire afin qu'elles puissent flotter même lorsque le pont-citerne était inondé. Le LST (2) n'atteignait pas la vitesse du HMS Boxer, à seulement 10 nœuds (19 km/h), mais transportait une charge similaire tout en ne reculant que d'un mètre (91 cm) vers l'avant lors de l'échouage.

### Conception
Schéma technique du navire de débarquement à chars 1959.png
En quelques jours, John C. Niedermair, du Bureau of Ships, a esquissé un navire à l'allure maladroite qui s'est avéré être la conception de base de plus de 1 000 LST (2) qui ont été construits pendant la Seconde Guerre mondiale. Pour répondre aux exigences contradictoires d'un fort tirant d'eau pour la traversée de l'océan et d'un faible tirant d'eau pour l'échouage, le navire a été conçu avec un grand système de ballastage qui pouvait être rempli pour la traversée de l'océan et pompé pour les opérations d'échouage. Une ancre et un système de treuil mécanique ont également contribué à la capacité du navire à s'arracher de la plage. L'ébauche a été envoyée à la Grande-Bretagne le 5 novembre 1941 et acceptée immédiatement. L'Amirauté demande alors aux États-Unis de construire 200 "LST (2)" pour la Royal Navy dans le cadre d'un prêt-bail.
Les plans préliminaires prévoyaient initialement un LST de 280 pieds (85 m) de long, mais, en janvier 1942, le Bureau of Ships a écarté ces dessins en faveur de spécifications pour un navire de 290 pieds (88 m) de long. En moins d'un mois, des plans de travail définitifs ont été élaborés pour porter la longueur totale du navire à 100 mètres, avec une largeur de 15 mètres et un tirant d'eau minimum de 1,2 mètre. Ce plan répartissait le poids du navire sur une plus grande surface, ce qui lui permettait d'être plus haut sur l'eau en position d'atterrissage. Le LST pouvait transporter une charge de 2 100 tonnes courtes (1 900 t) de chars et de véhicules. Les dimensions plus grandes ont également permis aux concepteurs d'augmenter la largeur de l'ouverture de la porte avant et de la rampe de 12 à 14 pieds (3,7 à 4,3 m) afin qu'elle puisse accueillir la plupart des véhicules alliés. À mesure que les dimensions et le poids du LST augmentaient, l'épaisseur du placage d'acier passait de 1⁄4 pouces (6,4 mm) à 3⁄8 pouces (9,5 mm) sur le pont et les côtés, avec un placage de 1 pouce (25 mm) d'épaisseur sous la proue. En janvier 1942, le premier modèle réduit du LST avait été construit et subissait des essais au David Taylor Model Basin à Washington, D.C..
Des dispositions ont été prises pour assurer une ventilation satisfaisante de l'espace des réservoirs lorsque les moteurs des réservoirs fonctionnent, et un ascenseur a été prévu pour faire descendre les véhicules du pont principal au pont des réservoirs pour le débarquement. En avril 1942, une maquette du pont du puits d'un LST a été construite à Fort Knox, Kentucky, pour résoudre le problème de la ventilation du pont du puits du LST. L'intérieur du bâtiment a été construit de manière à reproduire toutes les caractéristiques d'un véritable LST. Étant le siège du Armored Force Board, Fort Knox a fourni des réservoirs pour faire fonctionner l'intérieur tandis que les architectes navals ont développé un système de ventilation capable d'évacuer les gaz nocifs du pont du puits. Les essais ont été achevés en trois mois. Ce bâtiment historique demeure aujourd'hui à Fort Knox.
Les premières opérations des LST ont nécessité de surmonter le langage du XVIIIe siècle des Articles for the Government of the United States Navy : "Celui qui laisse ses navires échouer sur les rochers et les hauts-fonds sera puni..." Il y a eu quelques moments de tension lors des essais de concept à Quonset, Rhode Island, au début de 1943, lorsque le concepteur Niedermair a encouragé le commandant du premier LST américain à conduire son navire sur la plage à la vitesse maximale de 10 nœuds (12 mph ; 19 km/h).

### Production

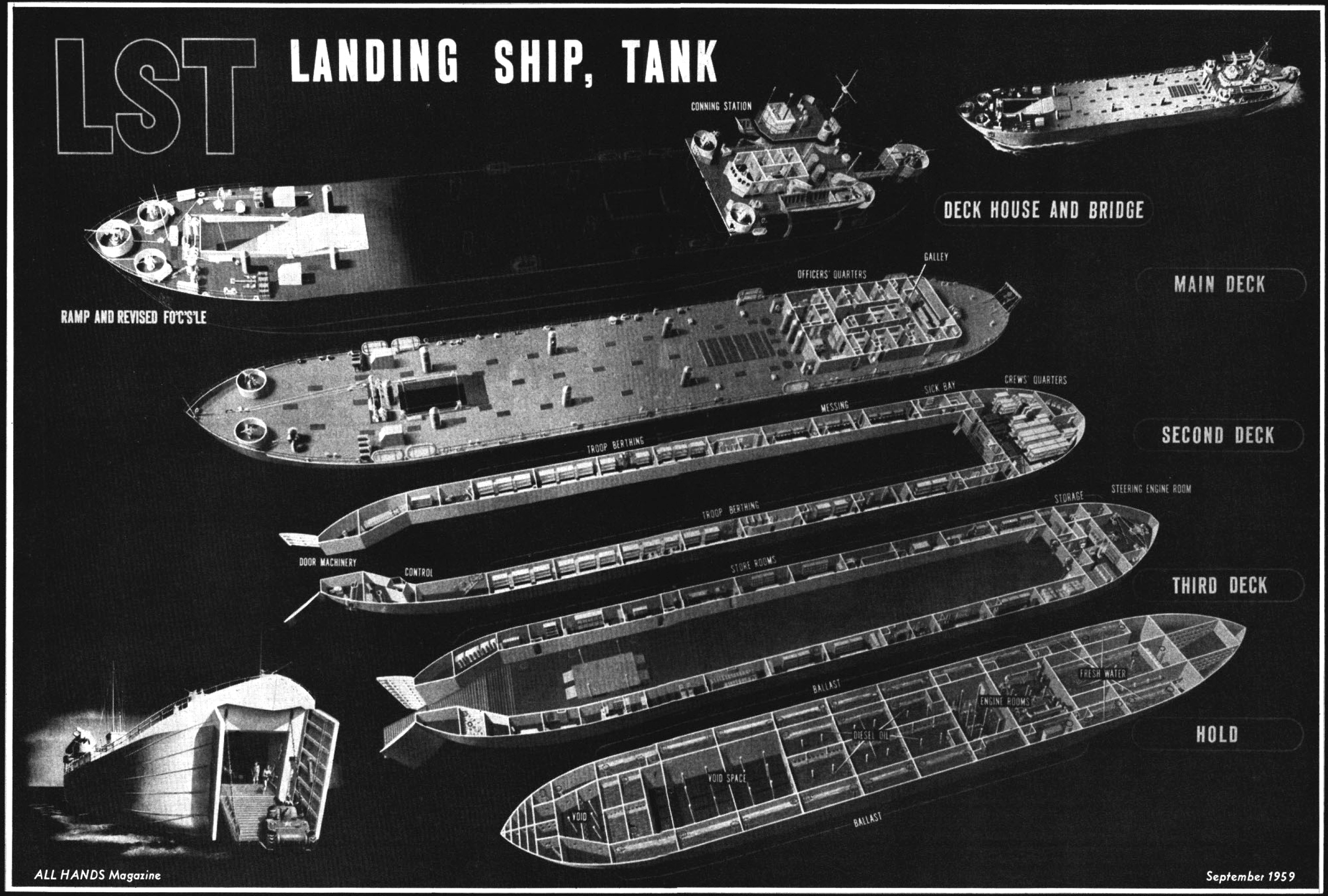

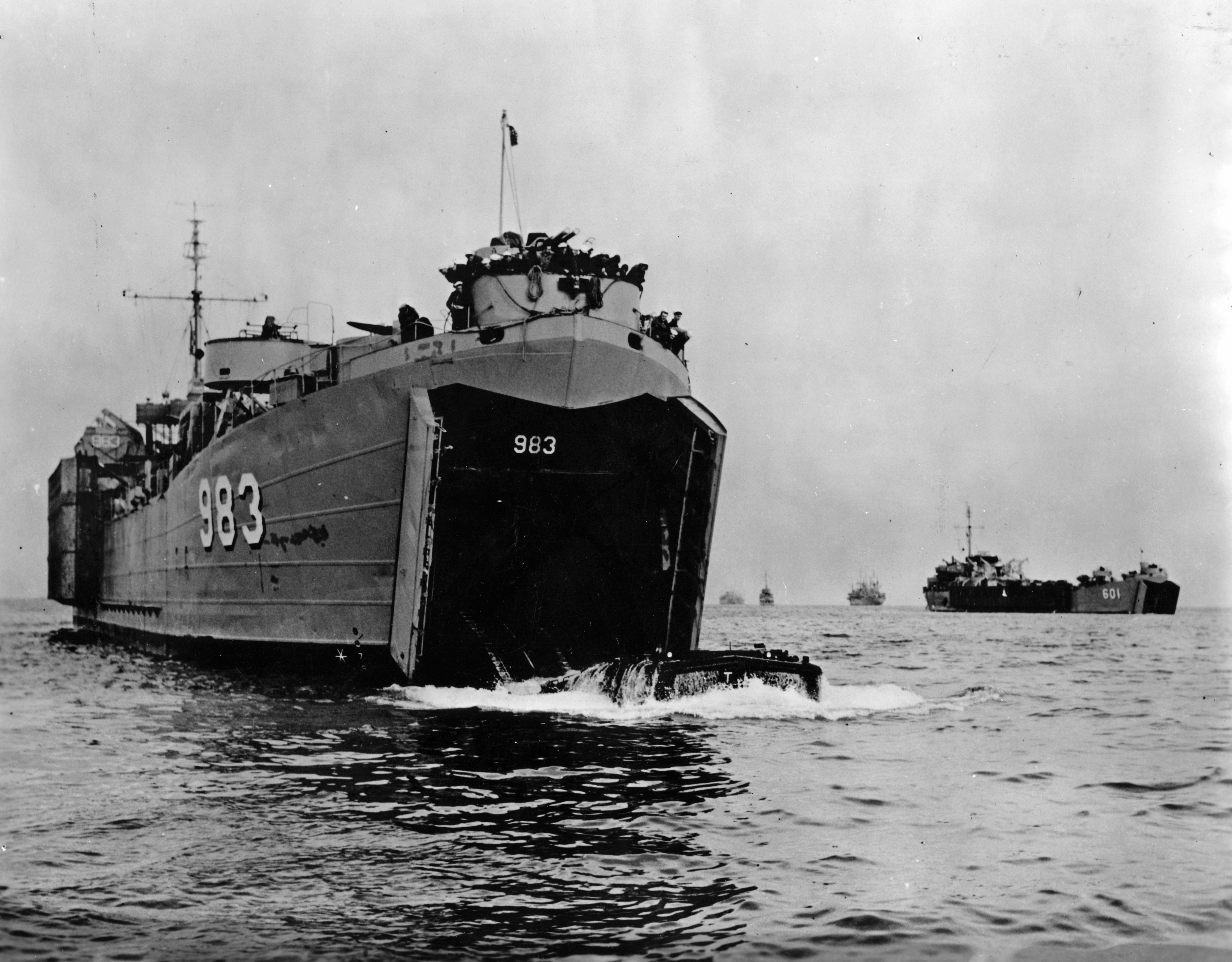
Le (USS Middlesex County) avec le (USS Clarke County) en arrière-plan, lance un LVTP-5 des Marines pour un débarquement en mer, dans les années 1960. Lorsqu'il transportait des tracteurs amphibies, un LST pouvait débarquer sa charge utile depuis le large sans s'échouer.

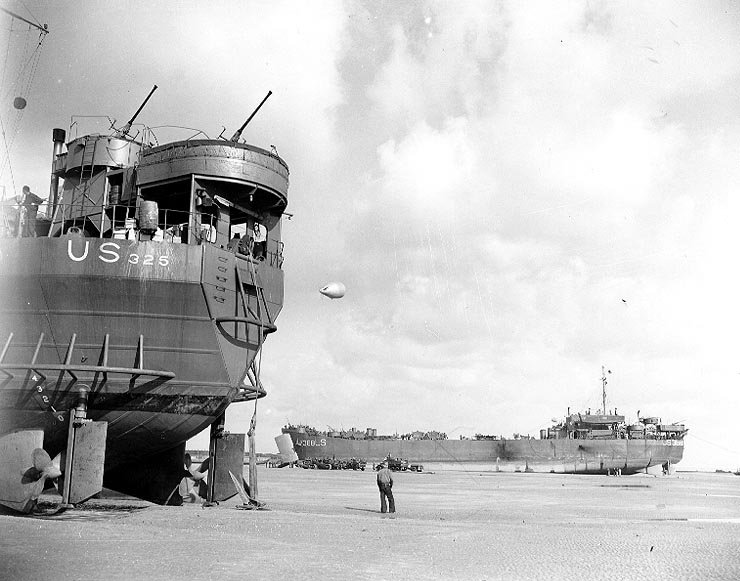
Le (à gauche) et le déchargent leur chargement alors qu'ils sont échoués à marée basse pendant l'invasion de la Normandie en juin 1944. À noter : les hélices, les gouvernails et d'autres détails sous-marins de ces LST ; les canons de 40 mm ; l'ancre de type " Danforth " à l'arrière du LST-325.

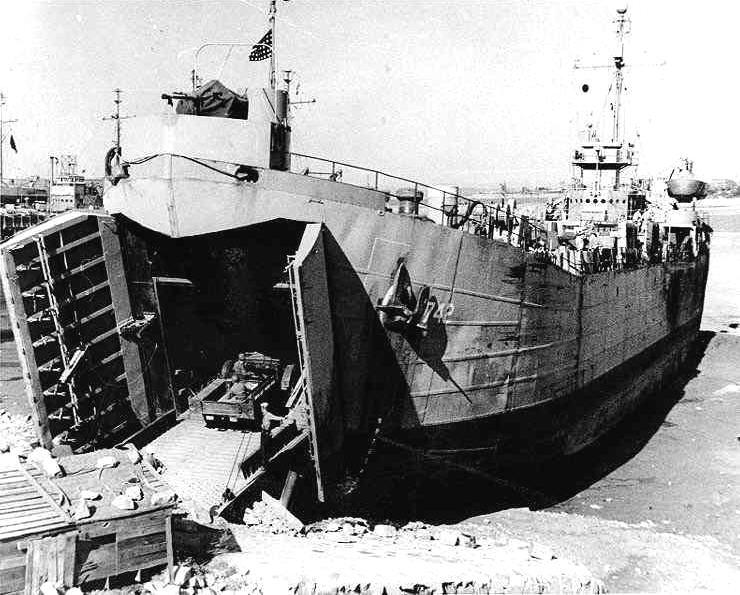
Le le 13 octobre 1950 sur l'île de Wolmi-do, dans le port d'Incheon, en Corée du Sud, en train de charger du matériel pour l'invasion de Wonsan.

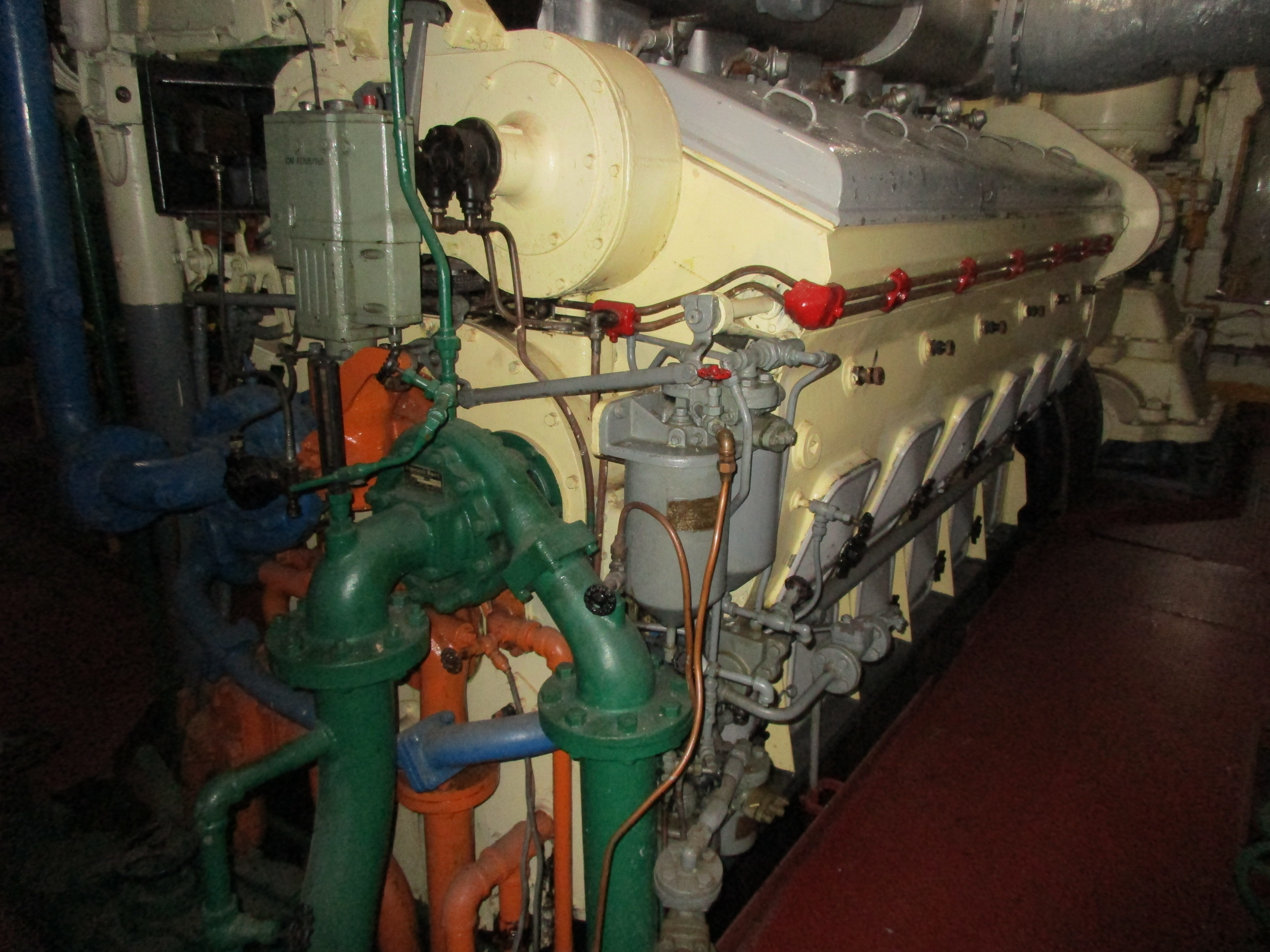
Un moteur diesel GM EMD 12-567ATLP installé sur le, situé à Muskegon, Michigan, en juillet 2017. Les moteurs ont une puissance nominale de 900 CV (chacun) à 744 tours par minute.

Le LST(2) a été construit en tant que classe LST-1 et classe LST-491.
Dans trois lois distinctes datées du 6 février 1942, du 26 mai 1943 et du 17 décembre 1943, le Congrès a autorisé la construction des LST ainsi que d'une foule d'autres navires auxiliaires, d'escortes de destroyers et de péniches de débarquement. L'énorme programme de construction a rapidement pris de l'ampleur. La priorité accordée à la construction des LST est telle que la quille d'un porte-avions déjà posée est retirée à la hâte pour faire place à plusieurs LST qui seront construits à sa place. La quille du premier LST a été posée le 10 juin 1942 à Newport News, en Virginie, et les premiers LST normalisés ont quitté leur quai de construction en octobre. Vingt-trois étaient en service à la fin de 1942.
Le programme de construction des LST était unique à plusieurs égards. Dès que la conception de base a été élaborée, les contrats ont été passés et la construction a commencé en quantité avant l'achèvement d'un navire d'essai. Les commandes préliminaires étaient passées à la hâte, verbalement ou par télégramme, téléphone et courrier aérien. La commande de certains matériaux précédait en fait l'achèvement des travaux de conception. Alors que de nombreux équipements lourds, tels que les machines de propulsion principale, étaient fournis directement par la Marine, le reste de l'approvisionnement était géré de manière centralisée par l'Agence de coordination du matériel - une annexe du Bureau des navires - afin que les nombreux constructeurs participant au programme n'aient pas à soumissionner les uns contre les autres. Grâce à un suivi rigoureux des matériaux commandés, l'agence a rendu possible l'achèvement des calendriers de construction en un temps record.
Le besoin de LST était urgent, et le programme a bénéficié d'une priorité élevée tout au long de la guerre. Comme la plupart des activités de construction navale étaient situées dans des chantiers côtiers qui servaient principalement à la construction de grands navires à fort tirant d'eau, les nouvelles installations de construction des LST ont été établies le long des voies navigables intérieures, certaines ayant été converties en usines de l'industrie lourde, comme les chantiers de fabrication d'acier. Le déplacement des navires était compliqué par la présence de ponts sur les voies navigables, dont beaucoup ont été modifiés par la marine pour permettre le passage. Un " Ferry Command " de la Marine orchestrait le transport des navires nouvellement construits vers les ports côtiers pour leur aménagement final. Sur les 1 051 LST construits pendant la guerre, 670 ont été fournis par cinq "chantiers navals des champs de maïs" du Middle West. Les installations de la Dravo Corporation à Neville Island, en Pennsylvanie, désignées comme le principal chantier naval du projet, ont construit 145 navires et mis au point des techniques de fabrication qui ont permis de réduire le temps et les coûts de construction dans tous les chantiers navals de LST. La Missouri Valley Bridge & Iron Co. a construit le plus grand nombre de LST de tous les chantiers navals, avec 171 navires construits à Evansville, dans l'Indiana. Le chantier naval de Chicago Bridge and Iron à Seneca, dans l'Illinois, a lancé 156 navires et a été choisi en raison de sa réputation et de ses compétences, notamment en matière de soudage. L'American Bridge Company à Ambridge, Pennsylvanie, en a construit 119.

### Modifications
En 1943, le temps de construction d'un LST avait été réduit à quatre mois. À la fin de la guerre, ce délai avait été réduit à deux mois. Des efforts considérables ont été déployés pour maintenir la conception du navire constante, mais, au milieu de 1943, l'expérience opérationnelle a conduit à l'incorporation de certains changements dans les nouveaux navires.
À partir du LST-513, l'ascenseur servant à transférer l'équipement entre le pont-citerne et le pont principal fut remplacé par une rampe de 12 par 32 pieds (3,7 par 9,8 m) articulée au pont principal. Cela permettait de conduire les véhicules directement du pont principal au pont-citerne, puis de traverser la rampe d'étrave jusqu'à la plage ou la chaussée, accélérant ainsi le processus de débarquement.
Les modifications apportées à la classe LST-542 comprenaient l'ajout d'une passerelle de navigation, l'installation d'une usine de distillation de l'eau d'une capacité de 4 000 gallons impériaux (18 000 l) par jour, le retrait des tubes de ventilation du pont-citerne de la section centrale du pont principal, le renforcement du pont principal afin de pouvoir transporter un char de débarquement (LCT) plus petit et une amélioration du blindage et de l'armement, avec l'ajout d'un canon de calibre 3"/50.

## LST Mk.3

### Conception
La conception du LST (2) a été un succès et la production a été étendue, mais il y avait toujours un besoin de plus de LST pour les opérations britanniques. Il a donc été décidé de construire 80 autres navires au Royaume-Uni et au Canada pour qu'ils soient disponibles au printemps 1945.
L'état-major britannique a établi ses propres spécifications, exigeant que le navire :
- soit capable d'embarquer et de débarquer des chars, des transports motorisés, etc., sur des plages de différentes pentes, ainsi que des amphibies et des chars DD Sherman en eau profonde
- Porter cinq embarcations de débarquement d'assaut (LCA), ou des embarcations similaires, et un LCT (5) ou LCT (6) sur le pont supérieur, à la place du transport, et, comme alternative au LCT (5), deux pontons-jetées NL à porter ; le LCT (5) et les pontons-jetées NL devant pouvoir être mis à l'eau directement du pont supérieur.
- Transporter 500 tonnes de charge militaire et s'échouer avec celle-ci et suffisamment de carburant et de provisions pour un voyage aller-retour de 1 000 mi (1 600 km) à 10 nœuds (19 km/h), avec un tirant d'eau de 1,37 m à l'avant et de 3,51 m à l'arrière.
- Pour transporter une charge de soixante tonnes sur la rampe principale et de dix tonnes sur la rampe de véhicules (c'est-à-dire la rampe de 15 m (50 pi) allant du pont supérieur à la porte avant). Après les essais, cette rampe a été retirée de certains navires).
- Être adapté aux opérations sous les tropiques et dans les climats froids.

Deux problèmes majeurs ont rendu nécessaire une nouvelle conception. Les moteurs diesel Electro-Motive Diesel 12-567, légers et à vitesse moyenne (type locomotive), n'étaient pas immédiatement disponibles. Le personnel voulait plus de puissance et des vitesses plus élevées si possible, ce que les moteurs EMD auraient pu fournir. Cependant, les seuls moteurs disponibles étaient des moteurs alternatifs à vapeur très lourds provenant de frégates qui avaient été annulées. Ils fournissaient une puissance deux fois et demie supérieure à celle des moteurs diesels. Ils étaient si grands que des changements importants ont dû être apportés pour les accueillir. En l'absence d'installations de construction soudées, la coque a dû être rivetée. Cette combinaison de coque lourde et de moteurs lourds signifiait que la vitesse n'était que de 3 nœuds (5,6 km/h) supérieure à celle du LCT (2).
En même temps, d'autres améliorations ont été apportées - ainsi que des simplifications nécessaires pour que la plupart de la structure puisse être assemblée avec des rivets. Le bouchain dur découpé qui avait été abandonné dans la version américaine des navires Mark 2 a été restauré. Le pont-citerne, qui se trouvait au-dessus de la ligne de flottaison, fut rendu parallèle à la quille, il n'y avait pas d'arrondi vers le pont supérieur, et le navire fut agrandi pour accueillir les machines plus volumineuses.
Des dispositions ont été prises pour transporter les Landing Craft Assault (LCA) britanniques dans des bossoirs à gravité, au lieu des embarcations d'assaut américaines. Des dispositions ont également été prises pour transporter les Landing Craft Tank (LCT) et les Landing Craft Mechanized (LCM), ainsi que les pontons NL.
Lorsque la conception a commencé, les ingénieurs savaient que les plages où les navires devaient débarquer seraient très plates, mais il n'était pas possible de produire un navire satisfaisant avec un tirant d'eau de 3 pieds (0,91 m) à l'avant, et une très faible pente de quille, de sorte que la pente de quille de 1 sur 50 a été maintenue. On savait que la pente de 1:50 faisait souvent en sorte que le LST s'échouait à l'arrière sur une plage peu profonde, ce qui entraînait le déchargement des véhicules dans des eaux relativement profondes.
Diverses méthodes ont été étudiées pour résoudre ce problème, mais les lourds squegs d'échouage et les pontons de la N.L. ont finalement été acceptés comme standard ; les pontons étaient constitués de pontons de 2,1 m (7 pi) × 1,5 m (5 pi × 5 pi), disposés en chapelets et en radeaux. Lors du déchargement, les radeaux étaient fixés à l'extrémité avant du navire et le chargement était déchargé directement sur le rivage ou remorqué sur le radeau jusqu'au rivage.
Les navires ont été équipés pour servir dans des conditions aussi bien froides que tropicales. Le logement fourni à l'équipage et au personnel de l'armée était grandement amélioré par rapport au LST (2). Le principal danger, hormis l'action de l'ennemi, était le feu sur le pont-citerne. Des extincteurs automatiques étaient prévus, mais le système d'arrosage à l'eau installé sur les navires américains ultérieurs ne pouvait pas être fourni.
La disposition des portes d'étrave était similaire à celle du LST (2), mais la rampe d'étrave était divisée en deux parties afin d'augmenter le nombre de plages où le déchargement direct était possible. La machinerie pour faire fonctionner les portes d'étrave et la rampe était électrique, mais autrement, des auxiliaires à vapeur remplaçaient l'équipement électrique du LST (2).
Les dispositions générales du pont-citerne étaient similaires, mais la conception augmentait la hauteur libre et ajoutait une rampe au pont supérieur, comme sur les LST (2) ultérieurs. Des dispositions ont été prises pour transporter les LCA sur des bossoirs à gravité au lieu des bateaux d'assaut de construction américaine. Les dispositions étaient généralement meilleures que celles du LST (2), mais elles souffraient d'un plus grand tirant d'eau et, dans une certaine mesure, de la précipitation de la construction.
Les premières commandes furent passées en décembre 1943 auprès de constructeurs britanniques, et 35 auprès de constructeurs canadiens. Swan Hunter a livré les premiers navires en décembre 1944. En 1944, des commandes de suivi ont été passées au Canada pour 36 autres navires. Ces programmes battaient leur plein à la fin de la guerre, mais tous les navires n'ont pas été achevés.
Les navires étaient numérotés de LST-3001 à LST-3045 et de LST-3501 à LST-3534. Les LST-3535 et suivants ont été annulés.
Quinze chars de 40 tonnes ou 27 chars de 25 tonnes pouvaient être transportés sur le pont citerne avec quatorze camions supplémentaires sur le pont météo[8].

### Propulsion
La vapeur était fournie par une paire de chaudières à tubes d'eau à trois tambours de type Admiralty, fonctionnant à 225 psi (1 550 kPa). Les moteurs principaux étaient du type 4 cylindres à triple expansion et 4 manivelles, équilibrés selon le système Yarrow-Tweedy-Slick, les cylindres étant les suivants :
| Haute pression         | 18,5 pouces (469,9 mm) de diamètre |
| Pression moyenne       | 31,0 pouces (787,4 mm) de diamètre |
| Basse pression avant   | 38,5 pouces (977,9 mm) de diamètre |
| Basse pression arrière | 38,5 pouces (977,9 mm) de diamètre |

La course commune était de 30 pouces (760 mm). Les tiges des pistons et des tiroirs étaient toutes équipées d'une garniture métallique au niveau des presse-étoupe, et tous les pistons étaient équipés de segments de garniture et de ressorts. La soupape haute pression était du type à piston, tandis que les autres étaient du type équilibré. Les moteurs principaux étaient conçus pour développer 2 750 ch (2 050 kW) à 185 tr/min en continu.
Les navires étant à deux hélices, les moteurs étaient équipés d'un accouplement d'arbre au vilebrequin à l'extrémité avant, ce qui permettait de tourner le moteur d'un bout à l'autre pour l'adapter au montage à bâbord ou à tribord.

### Modifications pour les péniches de débarquement
Lorsque les LST (3) ont été commandés, le programme LST (2) battait son plein, et des dispositions similaires ont été prises pour permettre aux LST de transporter les LCT5 ou LCT6 de 112 pieds (34 m) de long qui étaient construits en Amérique pour la Royal Navy.
Le LCT devait être soulevé sur le pont du navire, étant transporté sur des blocs de support cunéiformes ; au moment du lancement, il était posé sur les "voies de lancement" en desserrant simplement les boulons des blocs cunéiformes, permettant à la voie de lancement de supporter le poids. Pour effectuer un lancement, le LST était simplement incliné d'environ 11 degrés en inondant soigneusement les réservoirs de la coque. La hauteur de la chute était d'environ 10 pieds (3,0 m), et immédiatement après le lancement, les moteurs de l'embarcation étaient démarrés et ils étaient prêts à fonctionner.
Cette méthode a été utilisée pour le déplacement des LCT5 de la Grande-Bretagne vers l'Extrême-Orient, bien qu'il ne semble pas y avoir de référence à l'utilisation des LST (3), la plupart ayant été achevés tard dans la guerre ou après.
Même à la fin de la guerre, on avait besoin de plus de navires capables de transporter des péniches de débarquement mineures, et deux des LST (3) alors en cours d'achèvement ont été spécialement équipés pour transporter des LCM (7). Ces engins, qui mesuraient 58 pieds (18 m) de long et pesaient environ 28 tonnes, étaient transportés transversalement sur le pont supérieur du navire. Ils étaient hissés à bord au moyen d'un derrick de 30 tonnes spécialement adapté. Ce derrick de 30 tonnes remplaçait un derrick de 15 tonnes, dont deux étaient l'équipement standard du LST (3). Le derrick de 30 tonnes était plus haut et généralement plus substantiel que celui de 15 tonnes.
Les LCM (7) étaient posés sur des chariots équipés de vérins hydrauliques. Ceux-ci reposaient sur des rails de chaque côté du pont et étaient tirés en avant et en arrière au moyen de treuils. L'espace de rangement était rempli de l'avant à l'arrière lorsque chaque navire était mis sur des berceaux fixes entre les rails. Les navires construits selon cette norme étaient le LST-3043/HMS Messina et le LST-3044/HMS Narvik. Bien que ces navires aient pu transporter des LCM, ils ne pouvaient effectuer des opérations de chargement et de déchargement que dans des conditions météorologiques presque idéales, et ne pouvaient donc pas être utilisés pour des opérations d'assaut ; ils ne disposaient pas non plus des installations nécessaires à l'entretien des péniches de débarquement (que les navires de débarquement à quai fournissaient).
Les péniches de débarquement d'assaut étaient des navires à coque en bois blindés, d'une longueur totale de 12,65 m, d'une largeur de 3 m et d'un déplacement de 13 tonnes à pleine charge. Le tirant d'eau était de 2 pieds 3 pouces (0,69 m) et la charge normale était de 35 soldats avec 800 livres (360 kg) d'équipement. Une paire de moteurs Ford V8 convertis en moteurs marins Scripps lui donnait une vitesse de 11 nœuds (20 km/h) à vide, 8 nœuds (15 km/h) en service, 3 nœuds (5,6 km/h) sur un moteur. L'autonomie était de 80-130 km (50-80 miles) avec 64 gallons impériaux (290 l). L'armement était typiquement une mitrailleuse légère Bren à l'arrière ; avec deux mitrailleuses Lewis en position bâbord avant.
Les LCM (7) qui ont été transportés sur le LST (2) étaient considérablement plus grands, 60 pieds 3 pouces (18,36 m) de longueur, 16 pieds (4,9 m) de largeur, avec un poids de levage de 28 tonnes, un déplacement à pleine charge de 63 tonnes. Le tirant d'eau à l'échouage était de 1,12 m, et la propulsion était assurée par une paire de moteurs à essence Hudson Invader, remplacés plus tard par des moteurs diesels Grays, les deux ensembles fournissant 290 ch (220 kW), pour une vitesse de 9,8 nœuds (18,1 km/h).
La principale exigence de la conception était de transporter un char Churchill de 40 tonnes ou un bulldozer à 10 nœuds (19 km/h). 140 étaient terminés à la fin de la guerre, et certains ont été utilisés jusque dans les années 1970.

### Variantes
Certains LST (3) ont été transformés en LST (A) (A pour "assaut") en ajoutant des raidisseurs afin qu'ils puissent transporter en toute sécurité les chars britanniques les plus lourds.
Deux LST (3) ont été convertis en navires de commandement, LST (C) : LST 3043 et LST 3044. Après la guerre, ils sont devenus le HMS Messina (L112) et le HMS Narvik (L114). Ils étaient mieux armés avec dix Oerlikons de 20 mm et quatre Bofors de 40 mm.
Deux LST (3) ont été transformés pendant leur construction en navires de commandement LST (Q). Il s'agissait du L3012, qui devint le L3101 (et plus tard le HMS Ben Nevis) et du LST 3013, qui devint le LST 3102, puis le HMS Ben Lomond. Ils jouaient le rôle de "navires-mères" LST, semblables dans la plupart des cas aux navires américains basés sur la coque du LST (2). Deux cabanes Quonset ont été construites sur le pont principal pour accueillir 40 officiers. Des postes d'amarrage sur le pont citerne permettaient d'accueillir 196 hommes supplémentaires. Une boulangerie et 16 boîtes de réfrigération pour les provisions fraîches augmentaient les installations normalement fournies à l'équipage. Quatre unités de distillation supplémentaires ont été ajoutées, et les réservoirs de ballast ont été convertis pour le stockage d'eau douce.

## Service pendant la Seconde Guerre mondiale

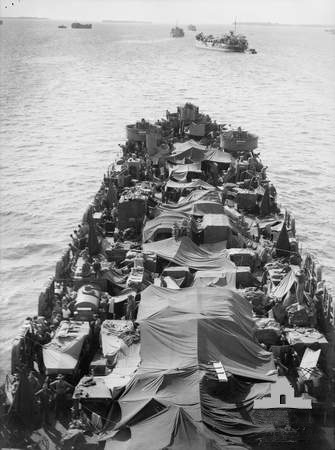
Des LST américains transportant la 26e brigade australienne de l'île de Morotai à l'île de Tarakan en avril 1945.

À l'école d'entraînement des blindés de Ft. Knox, dans le Kentucky, des bâtiments étaient érigés comme des maquettes exactes d'un LST. Les équipages de chars en formation apprenaient à manœuvrer leurs véhicules sur, dans et depuis un LST grâce à ces installations. L'un de ces bâtiments a été conservé à Ft. Knox pour des raisons historiques et peut encore être vu.
Depuis leurs débuts au combat dans les îles Salomon en juin 1943 jusqu'à la fin des hostilités en août 1945, les LST ont rendu un service vital pendant la Seconde Guerre mondiale. Ils ont participé aux invasions de la Sicile (opération Husky), de l'Italie, de la Normandie et du sud de la France sur le théâtre européen et ont constitué un élément essentiel des campagnes de conquête d'îles dans le Pacifique qui ont abouti à la libération des Philippines et à la prise d'Iwo Jima et d'Okinawa.
Malgré le grand nombre d'unités produites, les LST étaient une denrée rare et Churchill décrit la difficulté de conserver un nombre suffisant de LST en Méditerranée pour les travaux amphibies en Italie et, plus tard, la logistique pour en déplacer un grand nombre vers les théâtres orientaux, tout en continuant à approvisionner les grandes armées en Europe.
Le LST s'est avéré être un navire remarquablement polyvalent. Trente-neuf d'entre eux ont été convertis pour devenir des navires de réparation de péniches de débarquement (ARL). Dans cette conception, la rampe et les portes d'étrave ont été retirées, et l'étrave a été scellée. Des derricks, des flèches et des treuils ont été ajoutés pour transporter les péniches de débarquement endommagées à bord pour les réparer, et des ateliers de forge, de mécanique et d'électricité ont été aménagés sur le pont principal et le pont citerne.
Trente-six LST ont été convertis pour servir de petits navires-hôpitaux et ont été désignés LSTH. Ils complétaient les nombreux LST standard, qui évacuaient les blessés sur la plage après avoir débarqué les chars et les véhicules. Le jour J+114 (28 septembre 1944), les LST avaient ramené 41 035 hommes blessés de Normandie à travers la Manche[17]. D'autres LST, équipés de grues et de matériel de manutention supplémentaires, étaient utilisés exclusivement pour le réapprovisionnement en munitions. Ils possédaient un avantage particulier dans ce rôle, car leur taille permettait à deux ou trois LST d'aller simultanément le long d'un cuirassé ou d'un croiseur ancré pour accomplir le réapprovisionnement plus rapidement que les navires de munitions standard.

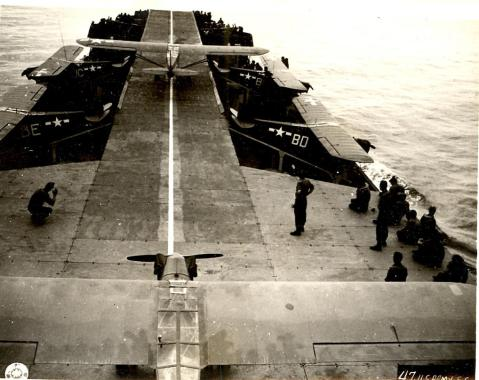
Le, avec le L-4 Grasshopper de l'US Army Air Force sur son pont d'envol, prêt à décoller. Notez les autres avions de type L-4 arrimés le long du pont.

Trois LST (2) ont été transformés en "Fighter Direction Tenders" (FDT) britanniques, en remplaçant leurs péniches de débarquement par des lanceurs à moteur[18] et en les équipant de radars de contrôle de chasseurs AMES Type 11 et Type 15 afin d'assurer une couverture d'interception contrôlée au sol (GCI) pour la défense aérienne des zones de débarquement du Jour J. Parmi ces navires, le HMS FDT 216 était stationné au large des plages Omaha et Utah, le HMS FDT 217 était affecté aux plages Sword, Juno et Gold. Le HMS FDT 13 était utilisé pour la couverture de l'ensemble du principal canal de navigation. Entre le 6 et le 26 juin, les chasseurs alliés contrôlés par les FDT ont permis la destruction de 52 avions ennemis le jour et de 24 avions ennemis la nuit[19].

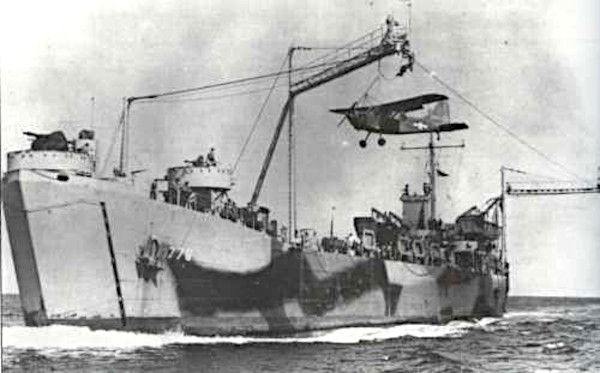
Le avec le système Brodie vu de face pendant les essais 1943

Vers la fin de la Seconde Guerre mondiale, certains LST ont été équipés de ponts d'envol permettant de lancer de petits avions d'observation pendant les opérations amphibies. Il s'agissait des USS LST-16, USS LST-337, USS LST-386, USS LST-525, LST-776 et USS LST-906. Deux autres (USS LST-393 et USS LST-776) ont été équipés du système Brodie pour le décollage et l'atterrissage.
On a estimé que, dans les flottes combinées assemblées pour la guerre contre le Japon, le tonnage des navires de débarquement, à l'exclusion des péniches de débarquement, aurait dépassé cinq millions de tonnes et presque tous construits en quatre ans.
Tout au long de la guerre, les LST ont fait preuve d'une remarquable capacité d'absorption et de survie. Malgré les sobriquets de "Large Slow Target" (grande cible lente) et de "Large Stationary Target" (grande cible fixe) qui leur ont été attribués par les membres d'équipage, les LST ont subi peu de pertes par rapport à leur nombre et à l'ampleur de leurs opérations. Leur disposition structurelle brillamment conçue leur conférait une résistance et une flottabilité inhabituelles ; le HMS LST 3002 a été frappé et troué lors d'une collision d'après-guerre avec un Victory ship et a survécu. Bien que le LST ait été considéré comme une cible précieuse par l'ennemi, seuls 26 ont été perdus en raison d'une action ennemie, et 13 seulement ont été victimes du temps, d'un récif ou d'un accident.
Au total, 1 152 LST ont été commandés dans le cadre du grand programme de construction navale de la Seconde Guerre mondiale, mais 101 ont été annulés à l'automne 1942 en raison de l'évolution des priorités de construction. Sur les 1 051 navires effectivement construits, 113 LST ont été transférés à la Grande-Bretagne en vertu du prêt-bail et quatre autres ont été remis à la marine grecque. 116 ont été convertis en d'autres types de navires avec des désignations de coque différentes : 6 navires divers (AG), 14 remorqueurs de torpilles à moteur (AGP), 7 navires-casernes autopropulsés (APB), 13 navires de réparation des dommages de combat (ARB), 39 navires de réparation des embarcations de débarquement (ARL), 3 remorqueurs d'embarcations de sauvetage (ARST), 4 navires de réparation d'aéronefs (ARVA, ARVE), 1 navire-base d'aviation avancé (AVB), 4 navires divers non classifiés (IX) et 36 LSTH. Un LST qui avait été coulé lors d'un accident a été par la suite relevé et transformé en barge couverte (YF).

## Développements après-guerre

### États-Unis

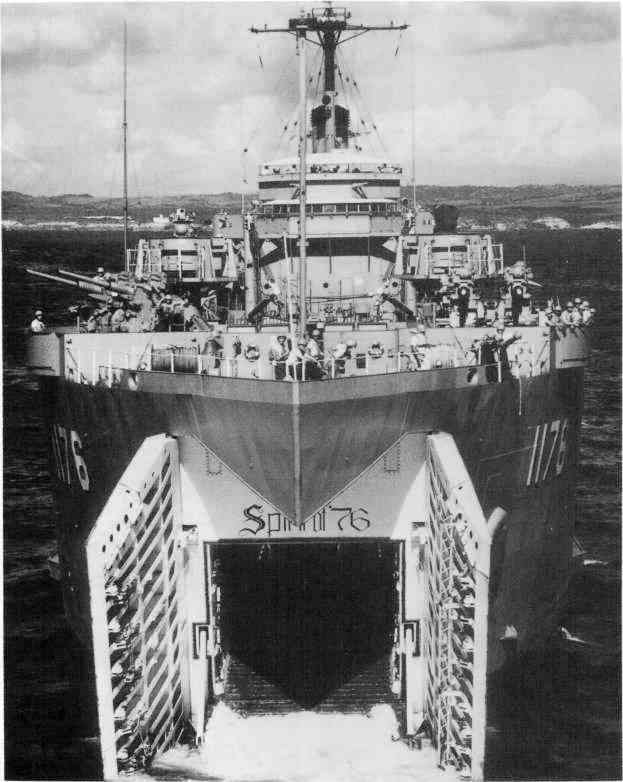
Le USS Graham County (LST-1176) échoué à Vieques, Porto Rico, en 1964

La fin de la Seconde Guerre mondiale a laissé à la Marine un énorme inventaire de navires amphibies. Des centaines d'entre eux ont été mis au rebut ou coulés, et la plupart des navires restants ont été mis dans des "boules à mites" afin d'être préservés pour l'avenir. En outre, de nombreux LST ont été démilitarisés et vendus au secteur privé, ainsi que des milliers d'autres navires de transport, ce qui a contribué à un important ralentissement de la construction navale aux États-Unis après la guerre. De nombreux LST ont été utilisés comme cibles dans le cadre d'essais nucléaires aquatiques après la guerre, étant facilement disponibles et ne servant aucune application militaire apparente. Les LST de la Seconde Guerre mondiale sont devenus quelque peu omniprésents et ont trouvé un certain nombre de nouvelles utilisations commerciales, notamment comme petits cargos, ferries et dragues. Par conséquent, la construction de LST dans les années d'après-guerre a été modeste. Les LST-1153 et LST-1154, mis en service respectivement en 1947 et 1949, sont les seuls LST à vapeur jamais construits par la Marine. Ils offraient de meilleures conditions d'accostage et une plus grande capacité de chargement que leurs prédécesseurs.
Le succès de l'assaut amphibie d'Inchon pendant la guerre de Corée a montré une fois de plus l'utilité des LST. Cela contrastait avec l'opinion exprimée par de nombreuses autorités militaires selon laquelle l'avènement de la bombe atomique avait relégué les débarquements amphibies aux oubliettes. Pendant la guerre de Corée, un certain nombre de LST ont été convertis pour transporter le très nécessaire, mais lent et de courte portée LSU des États-Unis au théâtre de guerre coréen en utilisant la méthode du ferroutage. Après l'arrivée, le LSU était glissé latéralement du LST[21]. De plus, les LST ont été utilisés pour le transport dans la construction d'une base de l'armée de l'air à Thule, au Groenland, pendant la guerre de Corée. Quinze LST de ce que l'on appellera plus tard la classe Terrebonne Parish ont été construits au début des années 1950. Ces nouveaux LST étaient plus longs de 56 pieds (17 m) et étaient équipés de quatre moteurs diesel, au lieu de deux, ce qui augmentait leur vitesse à 15 nœuds (28 km/h ; 17 mph). Des affûts jumelés de calibre 3 pouces / 50 remplaçaient les anciens canons jumelés de 40 mm, et des hélices à pas variable amélioraient la puissance de recul du navire. Le 1er juillet 1955, des noms de comtés ou, dans le cas de la Louisiane, de paroisses ont été attribués à de nombreux LST qui, jusqu'alors, ne portaient qu'une désignation de coque composée d'une lettre et d'un numéro.
À la fin des années 1950, sept LST de la Classe De Soto County ont été construits. Il s'agissait d'une version améliorée des LST précédents, avec un haut degré d'habitabilité pour l'équipage et les troupes embarquées. Considérés comme le design "ultime" réalisable avec la configuration traditionnelle de la porte d'étrave des LST, ils étaient capables d'atteindre 17,5 nœuds (32,4 km/h ; 20,1 mph).

### Royaume-Uni

#### Utilisation commerciale des ferries
En 1946, un tout nouveau concept de transport a été développé au Royaume-Uni. Pendant la Seconde Guerre mondiale, le grand potentiel des navires et des péniches de débarquement a été reconnu : s'il était possible de conduire des chars, des canons et des camions directement sur une plage, les mêmes péniches de débarquement pouvaient théoriquement être utilisées pour effectuer une opération similaire sur le marché commercial civil, à condition qu'il existe des installations portuaires raisonnables. C'est de cette idée qu'est née l'industrie mondiale des transbordeurs rouliers. Dans l'entre-deux-guerres, le lieutenant-colonel Frank Bustard a créé l'Atlantic Steam Navigation Company, dans l'optique d'un voyage transatlantique bon marché. Ce projet ne s'est jamais concrétisé, mais il a observé les essais d'un LST à Brighton Sands en 1943, lorsque ses capacités en temps de paix étaient évidentes.
Au printemps 1946, la société a demandé à l'Amirauté d'acheter trois de ces navires. L'Amirauté n'était pas disposée à vendre, mais après des négociations, elle a accepté de laisser l'ASN utiliser trois navires affrétés coque nue à un taux de £13 6s 8d par jour. Ces navires étaient les LST 3519, 3534 et 3512. Ils ont été renommés Empire Baltic, Empire Cedric et Empire Celtic, perpétuant ainsi le nom des navires de la White Star Line en combinaison avec le nom " Empire " des navires en service dans le gouvernement pendant la guerre.
Les navires affrétés ont dû être adaptés à leur nouveau rôle. Il faut d'abord améliorer l'hébergement à bord, puis apporter des modifications aux salles des machines et aux chaufferies. Des entonnoirs modifiés et des aides à la navigation doivent être fournis avant qu'ils puissent entrer en service. Le matin du 11 septembre 1946, le premier voyage de l'Atlantic Steam Navigation Company a eu lieu lorsque l'Empire Baltic a quitté Tilbury pour Rotterdam avec un chargement complet de 64 véhicules pour le gouvernement néerlandais. À son arrivée à Waalhaven, le navire s'est échoué sur la plage en utilisant la méthode employée pendant les débarquements en temps de guerre, en étant retenu par une ancre arrière. Le navire a passé la nuit sur la plage et est revenu à 8 heures le lendemain matin. Ce rythme de travail tranquille a été suivi pendant les premiers voyages, la plage étant utilisée probablement parce que les installations portuaires normales n'étaient pas disponibles en raison des dommages causés par la guerre. Après le premier voyage à Rotterdam, l'ASN a utilisé ses nouveaux navires pour transférer des milliers de véhicules pour l'armée britannique de Tilbury à Hambourg, puis à Anvers en 1955.
Les trois LST originaux ont été rejoints en 1948 par un autre navire, le LST 3041, rebaptisé Empire Doric, après que l'ASN ait réussi à convaincre les opérateurs commerciaux de soutenir la nouvelle route entre Preston Dock dans le Lancashire et le port de Larne en Irlande du Nord. Liverpool avait été choisie à l'origine, mais l'opposition d'autres opérateurs a conduit à un déplacement vers le Lancashire. Toutefois, des installations portuaires spéciales ont dû être construites à Preston et à Larne avant que la nouvelle route puisse être ouverte - une rampe de chargement en bout construite par des ingénieurs pendant la Seconde Guerre mondiale à Preston, et un ponton flottant du port de Mulberry relié par un pont au quai de Larne.
La première navigation sur cette nouvelle ligne a lieu le 21 mai 1948 par l'Empire Cedric. Après la navigation inaugurale, l'Empire Cedric a continué à assurer le service en Irlande du Nord, offrant initialement un service bihebdomadaire. L'Empire Cedric est le premier navire de la flotte de l'ASN à détenir un certificat de passagers, et est autorisé à transporter cinquante passagers. Ainsi, l'Empire Cedric est devenu le premier navire au monde à opérer en tant que ferry commercial/passager à roulier, et l'ASN est devenue la première compagnie à offrir ce type de service.
Certaines des premières cargaisons sur ce service étaient deux camions chargés de 65 cuisinières à gaz chacun pour le compte de Moffats de Blackburn, que l'on pense être les premiers véhicules commerciaux transportés de cette manière comme fret. Le service Preston-Larne a continué à se développer, à tel point qu'en 1950, il a ajouté une ligne vers Belfast. Ce service a été ouvert en 1950, et les liaisons au départ de Preston ont rapidement été portées à six ou sept par semaine vers Belfast ou Larne.
En 1954, la British Transport Commission (BTC) a repris l'ASN dans le cadre de la politique de nationalisation du gouvernement travailliste. En 1955, deux autres LST sont affrétés dans la flotte existante, l'Empire Cymric et l'Empire Nordic, ce qui porte l'effectif de la flotte à sept. Le service de Hambourg est supprimé en 1955, et un nouveau service est ouvert entre Anvers et Tilbury. La flotte de sept navires devait être divisée, les trois navires habituels étant basés à Tilbury et les autres assurant le service entre Preston et l'Irlande du Nord.
À la fin de l'année 1956, toute la flotte de l'ASN est reprise pour être utilisée en Méditerranée pendant la crise de Suez, et les services de drive on/drive off ne sont pas rétablis avant janvier 1957. À ce moment-là, l'ASN est responsable de la gestion de douze LST (3) de l'Amirauté sortis de la réserve à la suite de la crise de Suez, mais trop tard pour être mis en service.

#### Service dans la Royal Army
Une tâche majeure à la fin de la Seconde Guerre mondiale a été la redistribution des magasins et des équipements dans le monde entier. En raison de la rareté et du coût des navires marchands, il a été décidé en 1946 que la flotte civile du Royal Army Service Corps reprendrait sept LST de la Royal Navy. Ceux-ci ont été nommés en l'honneur d'officiers distingués du corps : Evan Gibb, Charles Macleod, Maxwell Brander, Snowden Smith, Humfrey Gale, Reginald Kerr et Fredrick Glover.
Les LST devaient se conformer aux règlements du Board of Trade et être mis aux normes de la marine marchande, ce qui impliquait de longues modifications, notamment des logements supplémentaires. Une fois terminés, cinq navires sont partis pour le Moyen-Orient et deux pour l'Extrême-Orient.
Pendant l'évacuation de la Palestine mandataire, Humfrey Gale et Evan Gibb ont effectué quinze voyages chacun entre Haïfa et Port Saïd, transportant à eux deux 26 000 tonnes de véhicules et de provisions.
Des travaux similaires ont été effectués dans le monde entier jusqu'en 1952, date à laquelle les navires ont été confiés à l'Atlantic Steam Navigation Company, puis en 1961 à la British-India Steam Navigation Company, directement mandatée par le War Office, la RASC ne s'occupant plus de leur administration.

#### Formation à l'aviation
L'augmentation rapide de l'utilisation des hélicoptères dans la Royal Navy à la fin des années 1950 et dans les années 1960 a nécessité une augmentation des installations de formation et de soutien à terre et en mer. La formation opérationnelle des équipages était assurée par les stations aéronavales de Portland et de Culdrose. La mise au rebut de certains porte-avions et la conversion d'autres en porte-avions commando au milieu des années 1950 ont entraîné une pénurie de ponts adaptés. Cela a conduit à la commande de la RFA Engadine en 1964, mais elle ne sera pas disponible avant 1967. Dans l'intervalle, il a été décidé de convertir le LST 3027 pour qu'il serve de navire d'entraînement provisoire.
Ces travaux ont été effectués à l'arsenal de Devonport en 1964. Le pont situé à l'avant de l'écoutille de chargement a été dégagé de toute obstruction et renforcé pour permettre l'utilisation d'hélicoptères. Un petit rouf utilisé pour soutenir les emplacements des canons a été conservé, bien qu'aucun canon n'ait été installé, et il a été utilisé par l'officier du pont d'envol comme poste de contrôle des hélicoptères. Sous le pont, deux réservoirs de carburant aviation de 10 000 gallons impériaux (45 000 l) ont été installés à l'extrémité avant du pont-citerne, et des positions de ravitaillement ont été prévues à l'extrémité avant du pont d'envol. Les réservoirs ont été scellés par une cloison et le reste de l'espace a été utilisé pour les magasins, les ateliers et les logements. Enfin, les portes avant ont été scellées, car elles n'étaient plus nécessaires. Le pont d'envol était assez grand pour accueillir deux hélicoptères Westland Wessex avec les rotors tournants, ou six pouvaient être garés avec les rotors repliés. Rebaptisé HMS Lofoten, il s'est avéré extrêmement utile en service et a permis de tirer de nombreuses leçons qui ont été intégrées à l'Engadine.

## Incidents notables

### Seconde Guerre mondiale
- USS LST-342 a coulé le 18 juillet 1943 par une torpille du sous-marin japonais Ro-106 au large des îles Salomon. L'artiste McClelland Barclay a été tué pendant l'attaque[11].
- HM LST-414 a coulé le 15 août 1943 par torpille aérienne au large de Cani Rocks en Tunisie[12].
- USS LST-167 a été détruit le 25 septembre 1943 par 2 bombes lors du déchargement à Ruravai Beach, remorqué à Rendova et déclaré perte totale. Les pertes sont de 10 morts, 20 blessés et 5 disparus[13].
- USS LST-79 a coulé le 30 septembre 1943 par torpille aérienne au large de la Corse[14].
- USS LST-448 a été endommagé le 1er octobre 1943 par des bombardiers en piqué au large de Vella Lavella des îles Salomon, tuant 15 personnes. Il coule le 5 octobre 1943 alors qu'il est remorqué par le remorqueur Bobolink.
- HM LST-422 a coulé le 26 janvier 1944 après avoir heurté une mine au large d'Anzio, Italie[15].
- HM LST-418 a coulé le 16 février 1944 après avoir heurté une mine près d'Anzio, Italie[16].
- USS LST-305 a coulé le 20 février 1944 par une torpille du U-230 près de Shingle, Anzio, Italie[17].
- USS LST-348 coulé le 20 février 1944 par les torpilles du U-410, à environ 35 km de Gaeta, Italie, tuant 24 personnes[18].
- HM LST-411 a coulé le 20 février 1944 par une mine ou une torpille lors de son voyage de Maddalena à Bastia, en Sardaigne[19].
- USS LST-362 a coulé le 2 mars 1944 par une torpille du U-744 dans la zone du Golfe de Gascogne[20].
- HM LST-407 a été endommagé le 24 avril 1944 par une tempête en Méditerranée, échoué au large de Baia, Italie, non réparé[21].
- Au cours de l'Exercice Tiger d'un débarquement amphibie le 28 avril 1944, des Schnellboote allemands ont attaqué un convoi dans la Lyme Bay. Deux LST ont été coulés (USS LST-531 et USS LST-507) par des torpilles et deux autres endommagés. 729 membres de l'armée et de la marine américaines ont été tués ou portés disparus[22],[23].
- Lors du désastre du West Loch du 21 mai 1944, le USS LST-353 a explosé alors qu'il était amarré dans le West Loch à Pearl Harbor à Hawaï. Cela a provoqué des explosions sur d'autres LST. Les LST-39, LST-43, LST-69, LST-179 et USS LST-480 ont coulé et d'autres ont été endommagés. Les explosions ont tué 163 marins et en ont blessé 396[24],[25].
- USS LST-314 a coulé le 9 juin 1944 par une torpille au large de la Normandie, 67 morts[26].
- USS LST-523 a heurté une mine le 19 juin 1944, à Utah Beach. L'explosion a coupé le LST en deux. Il a perdu 94 hommes du 300e Combat Engineer et 41 membres de son équipage[27].
- USS LST-282 a coulé le 15 août 1944 par une bombe planeur au large de Saint-Raphaël, dans le sud de la France[28].
- USS LST-906 naufragé le 18 octobre 1944 par une tempête alors qu'il était ancré à Leghorn, Italie, le 6 décembre une tempête a causé de nouveaux dommages au navire encore échoué[29].
- HM LST-420 a coulé le 7 novembre 1944 après avoir heurté une mine au large d'Ostende. Au moins 292 personnes ont été tuées, le nombre total de victimes étant probablement supérieur à 320[30].
- USS LST-6 a coulé le 17 novembre 1944 après avoir heurté une mine lors d'un voyage entre Rouen, France, et Portland, Angleterre[31].
- USS LST-738 a été fortement endommagé le 15 décembre 1944 par une attaque kamikaze au large de Mindoro, aux Philippines, il a été coulé le lendemain matin par le destroyer USS Hall (DD-583). L'attaque n'a fait aucun mort sur le navire, seulement des blessés.
- Le 20 décembre 1944, le USS LST-359 a été coulé par une torpille alors qu'il était remorqué au large de l'Espagne. Deux membres d'équipage ont perdu la vie[32].
- USS LST-460, USS LST-472[33]. et USS LST-749 ont été coulés le 21 décembre 1944 par une attaque d'avions et de kamikazes au large de Mindoro, Philippines.
- HM LST-364 a coulé le 22 février 1945 par une torpille lancée par un sous-marin de poche à deux hommes au large de Ramsgate, Angleterre[34].
- HM LST-80 a coule le 20 mars 1945 après avoir heurté deux mines dans la Manche près d'Ostende, Belgique[35].
- USS LST-447 a coulé le 7 avril 1945 après une attaque kamikaze au large d'Okinawa.

### Après-guerre
- USS LST-52 a participé à l'opération Crossroads, les essais de la bombe atomique sur l'atoll de Bikini en juillet 1946, en tant que cible.
- USS LST-138 vendu à une organisation sioniste en 1947, et rebaptisé Altalena, sert à transporter des armes en Israël pour la milice d’extrême-droite Irgoun, provoquant l’affrontement de l’Altalena en juin 1948.
- USS LST-388 a participé à l'opération Crossroads[36].
- USS LST-471 a coulé lors d'une tempête en 1948 alors qu'il était remorqué vers un parc à ferraille, la coque reste près de la plage de Rodanthe, en Caroline du Nord[37].
- USS LST-178 (sous le nom de la marine égyptienne ENS Aka) a coulé le 1er novembre 1956 par une frappe aérienne britannique pendant la crise de Suez[38].
- USS LST-467 a été coulé en 1979 comme récif artificiel près des îles Vierges américaines[39]
- USS Bulloch County (LST-509) (en tant que transport armé HQ-505 de la Marine populaire vietnamienne) a coulé le 14 mars 1988 lors de l'escarmouche du récif de Johnson du Sud avec la Chine.

## Survivants de la Seconde Guerre mondiale

### Indonésie
- KRI Teluk Ratai (509), ex-USS LST-678, est un navire-musée situé à Pariaman du Sumatra occidental[40].
- KRI Teluk Bone (511), ex-USS Iredell County (LST-839), a été désarmé par la Marine indonésienne le 15 août 2019[41].

### Philippines
La Marine philippine a reçu plus de 20 unités du LST Mk.2 à partir de la fin des années 1940. Cela comprend le BRP Laguna (LT-501), ex-USS LST-230 et le BRP Benguet (LT-507), ex-USS Daviess County (LST-692). Le BRP Sierra Madre (LT-57), ex-USS Harnett County (LST-821) échoué en permanence sur le banc de Second Thomas. Le navire sert d'avant-poste, et est actuellement au centre d'un conflit territorial entre la Chine et les Philippines,.

### Singapour
Le RSS Resolution (L-204), ex-USS LST-649, est exploité par la Marine de la république de Singapour comme navire d'entraînement à la Base navale de Tuas, Singapour. Il est l'un des cinq navires de débarquement achetés par Singapour le 5 décembre 1975, à savoir USS LST-836, USS LST-649, USS LST-629, USS LST-579 et USS LST-613.

### Corée du Sud
Le USS LST-849 a été mis en service en 1945 et a été un navire actif jusqu'en 2006. Il a servi dans la campagne d'Okinawa en mai-juin 1945 et a reçu une étoile de combat pour son service dans la Seconde Guerre mondiale. Il a été transféré à la Marine de la république de Corée en 1958, mis en service sous le nom de ROKS Wi Bong (LST-676), et y a servi jusqu'en 2006. Il a été utilisé pour transporter des milliers de soldats et leur équipement de la Corée du Sud au Vietnam du Sud pendant la guerre du Vietnam. En 2007, il a été mis hors service et vendu à la ville de Gunsan, en Corée du Sud, pour être exposé dans un musée maritime, dans le cadre d'un accord avec la marine.

### Taiwan

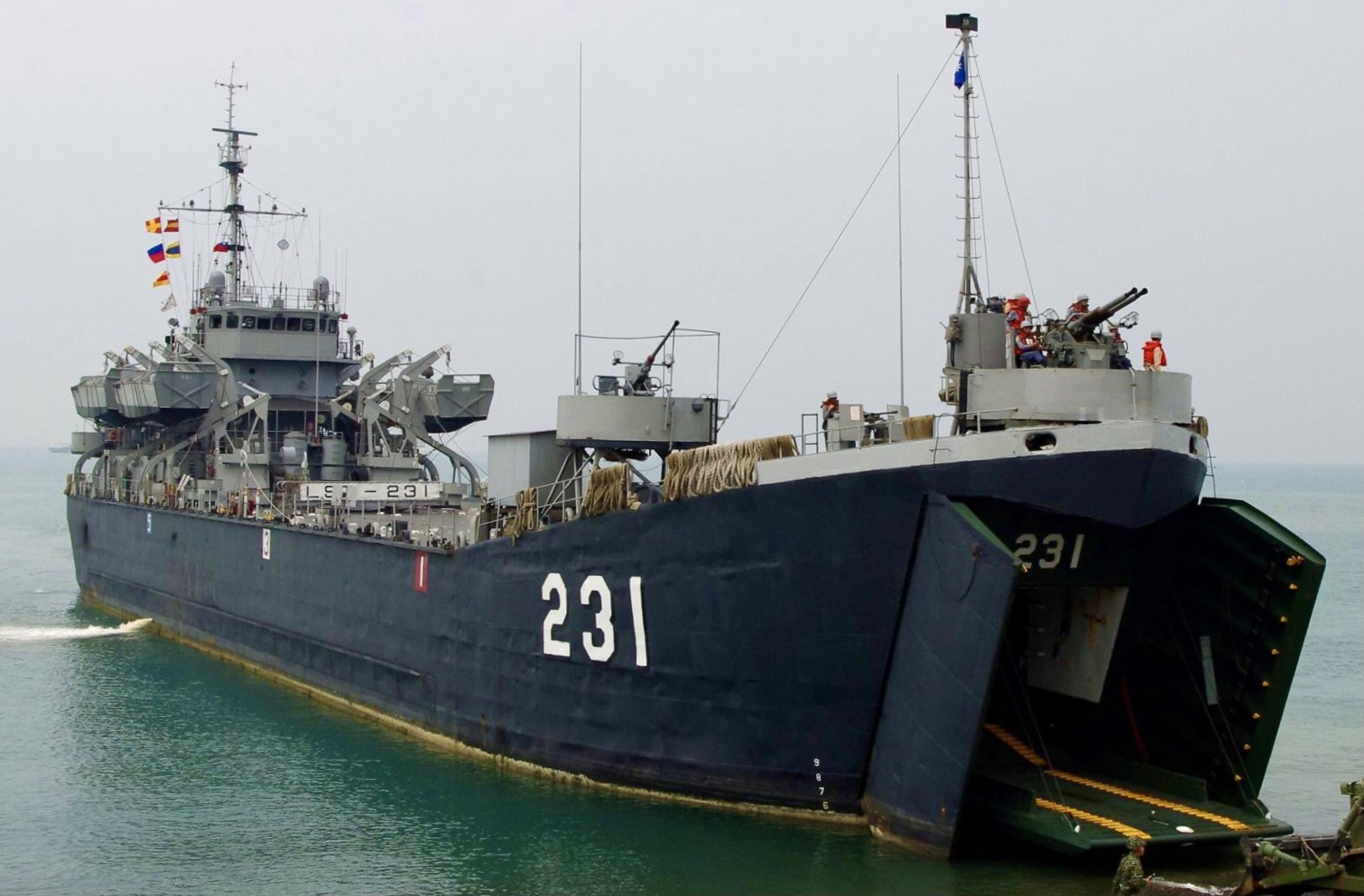
ROCS Chung Yeh (LST-231)

La Marine de la république de Chine exploite actuellement 4 navires de la classe LST-542, et en a récemment déclassé 2 autres.
- ROCS Chung Chien (LST-205),ex-USS LST-716, est actif au sein de la Marine de la république de Chine à partir de 2022.
- ROCS Chung Chie (LST-218), ex-USS Berkeley County (LST-279), est actif au sein de la Marine de la république de Chine à partir de 2022.
- ROCS Chung Ming (LST-227), ex-USS Sweetwater County (LST-1152), est actif dans la Marine de la république de Chine depuis 2022.
- ROCS Chung Yeh (LST-231), ex-USS Sublette County (LST-1144), est actif dans la Marine de la république de Chine depuis 2022.
- ROCS Chung Shun (LST-208), ex-USS LST-732, a été désaffecté par la Marine de la république de Chine le 1er avril 2021.
- ROCS Kao Hsiung (LCC-1), ex-USS Dukes County (LST-735), a été désaffecté par la Marine de la république de Chine en 2019 et est en service en tant que banc d'essai depuis 2019.

### Thaïlande
- HTMS Pangan (LST-713), ex-USS Stark County (LST-1134), est un navire musée à Surat Thani
- HTMS Lanta (LST-714), ex-USS Stone County (LST-1141), est un navire musée à Krabi

### Vietnam
Tran Khanh Du (HQ-501), ex-USS Maricopa County (LST-938), avait été transféré à la Marine de la république du Vietnam, et après la Chute de Saigon, il a été capturé par les forces nord-vietnamiennes. Depuis 2003, il est actif et en service dans la Marine populaire vietnamienne.

### États-Unis
- USS LST-325, ex-RHS Syros (L-144), est un navire musée à Evansville, dans l'Indiana[45].
- USS LST-393 est un navire musée situé à Muskegon, dans le Michigan[46].
- MV Cape Henlopen, ex-USS LST-510, a été converti en ferry pour passagers et voitures et opère entre New London dans le Connecticut et Orient Point, sur l'East End de Long Island dans l'État de New York[47].

## Développements modernes

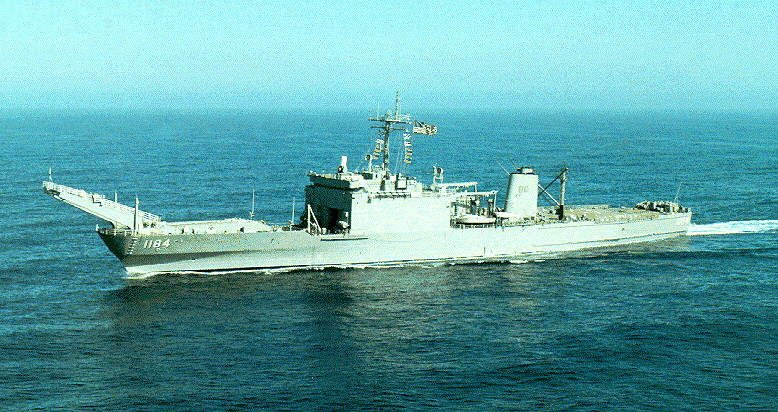
Le en mer. Les navires de la classe Newport peuvent débarquer des véhicules amphibies par les portes arrière ou la rampe avant.

La mise en service de la classe Newport en 1969 a marqué l'introduction d'un concept entièrement nouveau dans la conception des LST. Il s'agissait du premier d'une nouvelle classe de 20 LST capables de naviguer à une vitesse soutenue de 20 nœuds (37 km/h). Pour obtenir cette vitesse, les traditionnelles portes d'étrave émoussées du LST ont été remplacées par une étrave de navire pointue. Le déchargement s'effectue à l'aide d'une rampe de 34 m actionnée au-dessus de la proue (concept similaire à celui du HMS Boxer original) et soutenue par deux bras de derrick. Une porte arrière menant au pont-citerne permet de décharger les véhicules de débarquement à chenilles (Landing Vehicle Tracked - LVT) dans l'eau ou de décharger d'autres véhicules dans une péniche de débarquement utilitaire (Landing Craft Utility - LCU) ou sur un quai. Capable de fonctionner avec des escadrons amphibies à grande vitesse composés de Landing Helicopter Assault (LHA), de Landing Platform Dock (LPD) et de Landing Ship Dock (LSD), le LST de classe Newport peut transporter des chars, d'autres véhicules lourds et du matériel de génie qui ne peuvent pas être facilement débarqués par des hélicoptères ou des péniches de débarquement. Le type Newport a été retiré du service de la marine américaine dans les années 1990, ainsi que de la marine espagnole, du Chili, de l'Australie et de la Malaisie, mais il est toujours en service dans les marines du Brésil, du Mexique, du Maroc, de Taïwan, sous une forme modifiée et bientôt du Pérou.
Par ailleurs, plus de 100 navires de débarquement polonais de la classe Polnocny ont été produits entre 1967 et 2002. La marine indienne maintient une flotte de sept LST et LCU de classe Polnocny connus collectivement sous le nom de classe Kumbhir,.

### Opérateurs
[Quand ?]
- Forces navales algériennes exploite deux navires de débarquement de chars de la classe Kalaat Beni Hammed.
- Marine angolaise exploite quatre navires de débarquement de classe Polnocny.
- Marine azerbaïdjanaise exploite six navires de débarquement de classe Polnocny.
- Marine brésilienne exploite un navire de débarquement de chars de classe Newport, acheté aux États-Unis, et un navire de débarquement logistique de classe Round Table, acheté au Royaume-Uni.
- Marine chilienne exploite deux navires de débarquement de classe BATRAL, achetés à la France.
- Marine chinoise exploite 12 navires de débarquement de classe Yuhai, 10 navires de débarquement de classe Yubei, 10 navires de débarquement de classe Yunshu, 1 navire de débarquement de classe Yudeng, 4 navires de débarquement de classe Yuting, 10 navires de débarquement de classe Yuting II, et 15 navires de débarquement de classe Yuting III.
- Marine de la république de Chine exploite 2 navires de débarquement de chars de classe Newport et 4 navires de débarquement de chars de classe LST-542, tous achetés aux États-Unis.
- Marine ivoirienne exploite un seul navire de débarquement de classe BATRAL, acheté à la France.
- Marine militaire croate exploite deux navires-mineurs de débarquement de classe Silba.
- Marine équatorienne exploite un seul navire de débarquement de chars de la classe LST-542, acheté aux États-Unis.
- Marine égyptienne exploite trois navires de débarquement de classe Polnocny.
- Marine guinéenne exploite un navire de débarquement de classe Salamandra.
- Marine gabonaise exploite un seul navire de débarquement de classe BATRAL, acheté à la France.
- Marine hellénique exploite cinq navires de débarquement de chars de classe Jason.
- Marine indienne exploite deux navires de guerre amphibie de classe Magar, quatre navires de débarquement de chars de classe Shardul et trois navires de débarquement de chars de classe Kumbhir.
- Marine indonésienne exploite neuf navires de débarquement de chars de la classe Teluk Bintuni, 11 navires de débarquement de la classe Teluk Gilimanuk, quatre navires de débarquement de chars de la classe Teluk Semangka et un navire de débarquement de chars de la classe LST-542 construit par le Japon après la guerre.
- Marine de la république islamique d'Iran exploite quatre navires de débarquement de classe Hengam et quatre navires de débarquement de classe Karbala.
- Marine du Corps des Gardiens de la révolution islamique exploite trois navires de débarquement de classe Hormuz 24 et deux navires de débarquement de classe Hormuz 21.
- Marine kényane exploite deux navires de débarquement de classe Galana.
- Marine de la république de Corée exploite quatre navires de débarquement de chars de classe Cheon Wang Bong et quatre navires de débarquement de chars de classe Go Jun Bong.
- Marine libyenne exploite un navire de débarquement de classe Polnocny.
- Marine royale marocaine exploite trois navires de débarquement de classe BATRAL, achetés à la France.
- Marine péruvienne exploite deux navires de débarquement de chars de classe Terrebonne Parish, achetés aux États-Unis.
- Marine philippine exploite un navire de débarquement de chars de classe LST-1, un navire de débarquement de chars de classe LST-542, tous deux achetés aux États-Unis, et deux navires de soutien de classe Bacolod City.
- Marine polonaise exploite cinq navires poseurs de mines de classe Lublin.
- Marine russe exploite 15 navires de débarquement de classe Ropucha, deux navires de débarquement de classe Alligator et deux navires de débarquement de classe Ivan Gren.
- Marine syrienne exploite trois navires de débarquement de classe Polnocny.
- Marine royale thaïlandaise exploite deux navires de débarquement de chars de classe Sichang.
- Marine turque exploite deux navires de débarquement de chars de classe Bayraktar et le TCG Osman Gazi
- Marine ukrainienne exploite un seul navire de débarquement de classe Polnocny.
- Marine des Émirats arabes unis exploite trois LST de classe Al-Quwaisat.
- US Army exploite huit navires de soutien de la classe General Frank S. Besson.
- Marine vénézuélienne exploite quatre navires de débarquement de chars de classe Capana.
- Marine populaire vietnamienne exploite trois navires de débarquement de classe Polnocny et deux navires de débarquement de chars de classe LST-542, capturés au Sud-Vietnam.
- Marine yéménite exploite un seul navire de débarquement de classe Polnocny.

### Anciens opérateurs
- Marine argentine a mis hors service son dernier LST, ARA Cabo San Antonio en 1997.
- Royal Australian Navy a mis hors service son seul navire de débarquement logistique de la classe Round Table en 2013.
- Marine bulgare a mis hors service son dernier navire de débarquement de classe Polnocny en 2017.
- Marine royale canadienne a mis hors service tous ses LST après la Seconde Guerre mondiale.
- Marine révolutionnaire cubaine a mis hors service son seul navire de débarquement de classe Polnocny en 1998.
- Marine éthiopienne a mis hors service ses derniers navires de débarquement de la classe Polnocny, à la suite de la dissolution de sa marine en 1993.
- Marine nationale a mis hors service son dernier navire de débarquement de classe BATRAL en 2017.
- Volksmarine a déclassé ses 14 navires de débarquement de la classe Frosch après la réunification allemande.
- Marine irakienne a perdu ses deux navires de débarquement de classe Polnocny pendant la guerre du Golfe, lors de la bataille de Bubiyan.
- Marina Militare a mis hors service son dernier navire de débarquement de chars de la classe De Soto County en 1992.
- Force maritime d'autodéfense japonaise a mis hors service son dernier navire de débarquement de chars de la classe Miura en 2002.
- Marine royale malaisienne a perdu son seul navire de débarquement de chars de la classe Newport en raison d'un incendie en 2009.
- Marine somalienne a mis hors service son unique navire de débarquement de classe Polnocny en 1991, après l'effondrement du gouvernement.
- Marine de la république du Vietnam a transféré ses quatre navires de débarquement de chars de classe LST-542 restants aux Philippines en 1975.
- Marine espagnole a mis hors service son dernier navire de débarquement de chars de la classe Newport en 2012.
- Royal Fleet Auxiliary a mis hors service sa dernière logistique de navires de débarquement de la classe Round Table en 2008.
- US Navy a mis hors service son dernier navire de débarquement de chars de la classe Newport en 2000.
- Marine yougoslave, deux navires-mineurs de débarquement de classe Silba ont été capturés par la Croatie en 1992.

## Galerie

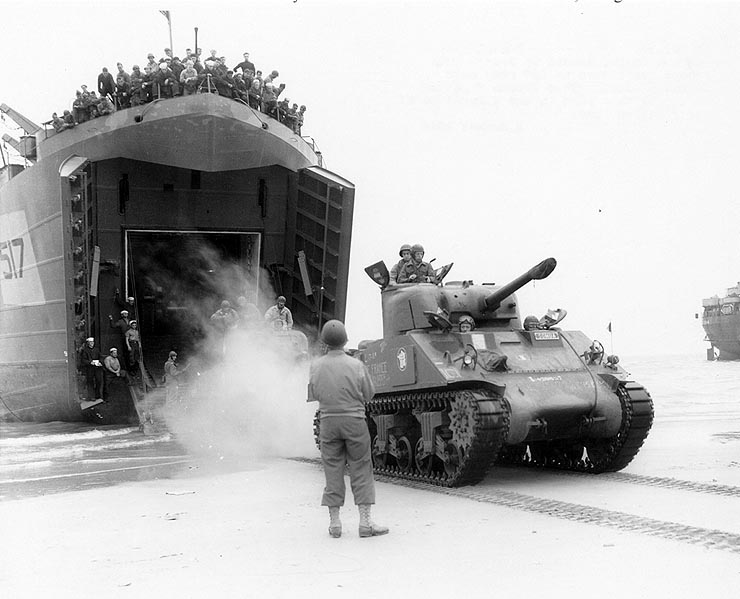
Un char Sherman M4 du 12e régiment de chasseurs d'Afrique sortant d'un LST sur une plage de Normandie en 1944.
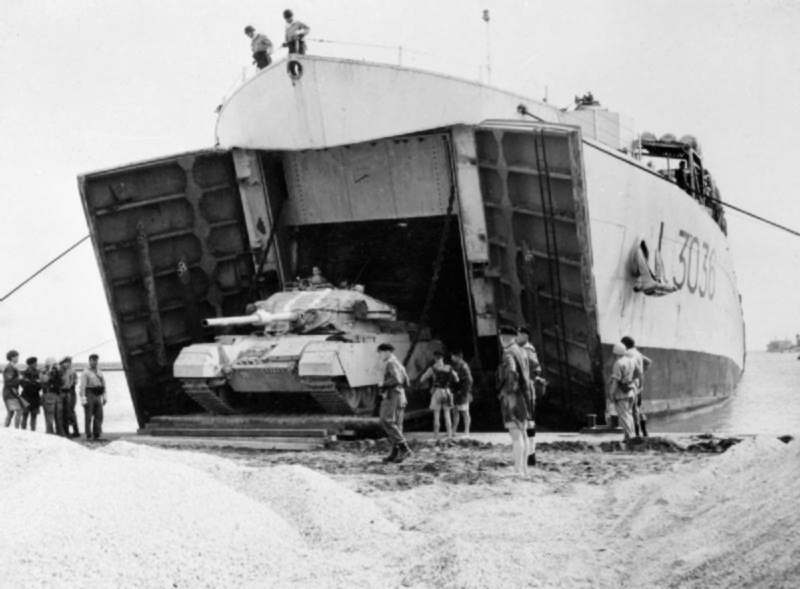
Char Centurion de la British Army débarquant du HMS Puncher (L3036) durant la crise du canal de Suez en 1956.
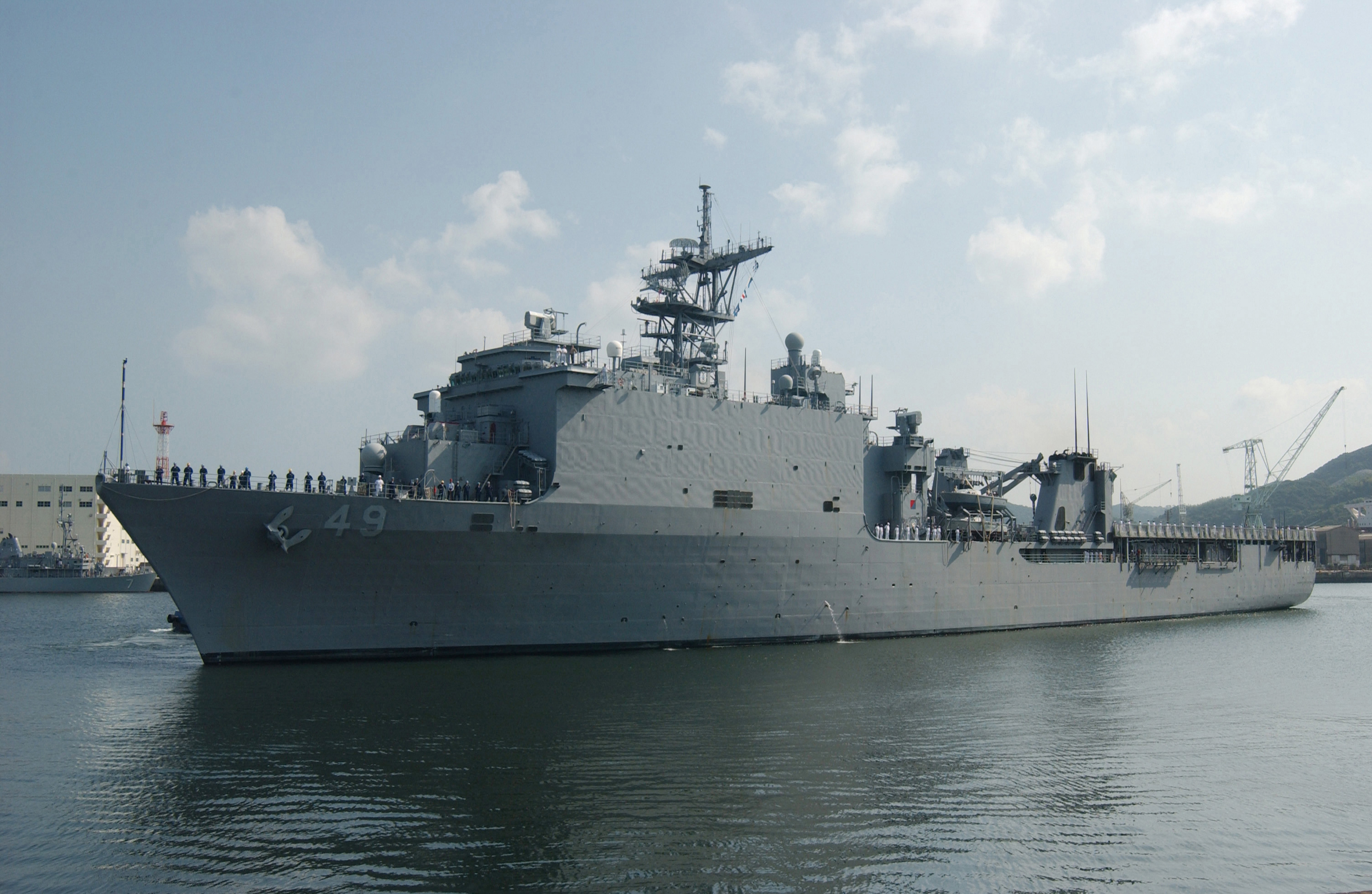
Le USS Harper en 2002, version contemporaine américaine des LST.

## Source
- (en) Cet article est partiellement ou en totalité issu de l’article de Wikipédia en anglais intitulé « Landing Ship, Tank » (voir la liste des auteurs).
- (en)  Cet article contient du texte publié par le Dictionary of American Naval Fighting Ships dont le contenu se trouve dans le domaine public.